# Фрай, Люси
Лю́си Эли́забет Фра́й (англ. Lucy Elizabeth Fry; род. 13 марта 1992, Вулувин, Квинсленд) — австралийская актриса театра, кино и фотомодель. Наиболее известна по ролям Василисы Драгомир в фильме «Академия вампиров» и Лайлы в сериале «Тайны острова Мако».

## Биография

### Ранняя жизнь
Люси начала играть в театре ещё в юном возрасте и практиковалась в труппе театра Брисбена Zen Zen Zo Physical Theatre. Играла в основном второстепенные роли. Люси также известна как модель. В возрасте 15 лет она участвовала в конкурсе журнала Girlfriend, в котором заняла второе место. Она сотрудничала с модельным агентством Chic Management (в котором когда-то работала Фиби Тонкин), а также с Dallys Models.

### Карьера
В 2010 году Фрай дебютировала на телевидении, сыграв эпизодическую роль в телесериале «H2O: Просто добавь воды». В том же году Люси снялась в музыкальном видео группы Thirsty Merc на песню «Tommy And Krista».
В 2012 году вышел телесериал «Неземной сёрфинг», где актриса исполнила одну из главных ролей. Фрай специально занималась сёрфингом, чтобы самой исполнить все связанные с этим видом спорта сцены в сериале.
Следующей ролью в фильмографии актрисы стал сериал «Тайны острова Мако», в котором она исполнила роль русалки Лайлы, обладающей способностью левитации.
В феврале 2013 года стало известно, что Фрай выбрана на роль Василисы Драгомир в экранизацию серии романов «Академия вампиров».
В 2014 году вышел фильм «Now Add Honey», где Люси исполнила одну из главных ролей.
В 2015 году стало известно, что Люси Фрай исполнит роль Марины Освальд в мини-сериале «11.22.63» по одноимённому роману Стивена Кинга. В том же году состоялась премьера фильма «Студент со связями», в котором Люси сыграла вместе с Томасом Манном. 13 мая 2016 года вышел фильм «Темнота», где Люси сыграла экранную дочь Кевина Бейкона. В феврале 2020 года присоединилась к актёрскому составу фильма Netflix «Ночные зубы».

## Фильмография
| Год  |   | Русское название        | Оригинальное название  | Роль                      |
| ---- | - | ----------------------- | ---------------------- | ------------------------- |
| 2008 | ф | Золото дураков          | Fool's Gold            | Туристка                  |
| 2009 | ф | Вместо завтрака         | Instead of Breakfast   | имя персонажа неизвестно  |
| 2010 | с | H2O: Просто добавь воды | H2O: Just add water    | студентка                 |
| 2012 | с | Неземной сёрфинг        | Lightning Point        | Зоуи                      |
| 2013 | с | Врачи с острова надежды | Reef Doctors           | Джози                     |
| 2013 | с | Тайны острова Мако      | Mako Mermaids          | Лайла                     |
| 2014 | ф | Академия вампиров       | Vampire Academy        | Василиса «Лисса» Драгомир |
| 2015 | ф | Теперь добавьте мёд     | Now Add Honey          | Хани Халлоуэй             |
| 2015 | ф | Студент со связями      | The Preppie Connection | Алекс Хейз                |
| 2016 | ф | Темнота                 | The Darkness           | Стефани «Стеф» Тейлор     |
| 2015 | ф | Мистер Чёрч             | Mr. Church             | Поппи                     |
| 2015 | ф | Кливленд                | Cleveland              | Пруденс                   |
| 2016 | с | 11.22.63                | 11.22.63               | Марина Освальд            |
| 2016 | с | Волчья яма              | Wolf Creek             | Ева Торогуд               |
| 2017 | ф | Яркость                 | Bright                 | Тикка                     |
| 2019 | ф | Шоссе для игроков       | She's Missing          | Хайди                     |
| 2019 | с | Крёстный отец Гарлема   | Godfather of Harlem    | Стелла Джиганте           |
| 2021 | ф | Клыки ночи              | Night Teeth            | Зои                       |
| 2022 | ф | Вальдо                  | Last Looks             | Джейн Уайт                |
| 2024 | ф | Я живу здесь и сейчас   | I Live Here Now        | имя персонажа неизвестно  |

## Награды и номинации
| Год  | Награда                  | Категория                    | Работа       | Результат | Источник |
| ---- | ------------------------ | ---------------------------- | ------------ | --------- | -------- |
| 2017 | Fangoria Chainsaw Awards | Лучшая телевизионная актриса | «Волчья яма» | Номинация | [ 9 ]    |

## Театральные работы
| Год  | Работа                    | Роль       |
| ---- | ------------------------- | ---------- |
| 2007 | A Water Story             | Маринер    |
| 2007 | Mr A’s Amazing Maze Plays | Сьюзи      |
| 2007 | The Show Must Go On       | Долл       |
| 2008 | A Midsummer Night’s Dream | Тисби      |
| 2008 | Playing Pictures          |            |
| 2008 | Invisible Journeys        | Люси       |
| 2008 | Ramalama                  |            |
| 2009 | Beach                     | Серена     |
| 2010 | Lost Baggage              |            |
| 2009 | Creative Generations      | Крылатка   |
| 2009 | King Oedipus              | Посланница |

## Музыкальные клипы
| Год  | Исполнитель  | Песня            |
| ---- | ------------ | ---------------- |
| 2010 | Thirsty Merc | Tommy and Krista |